# Paula Bonet

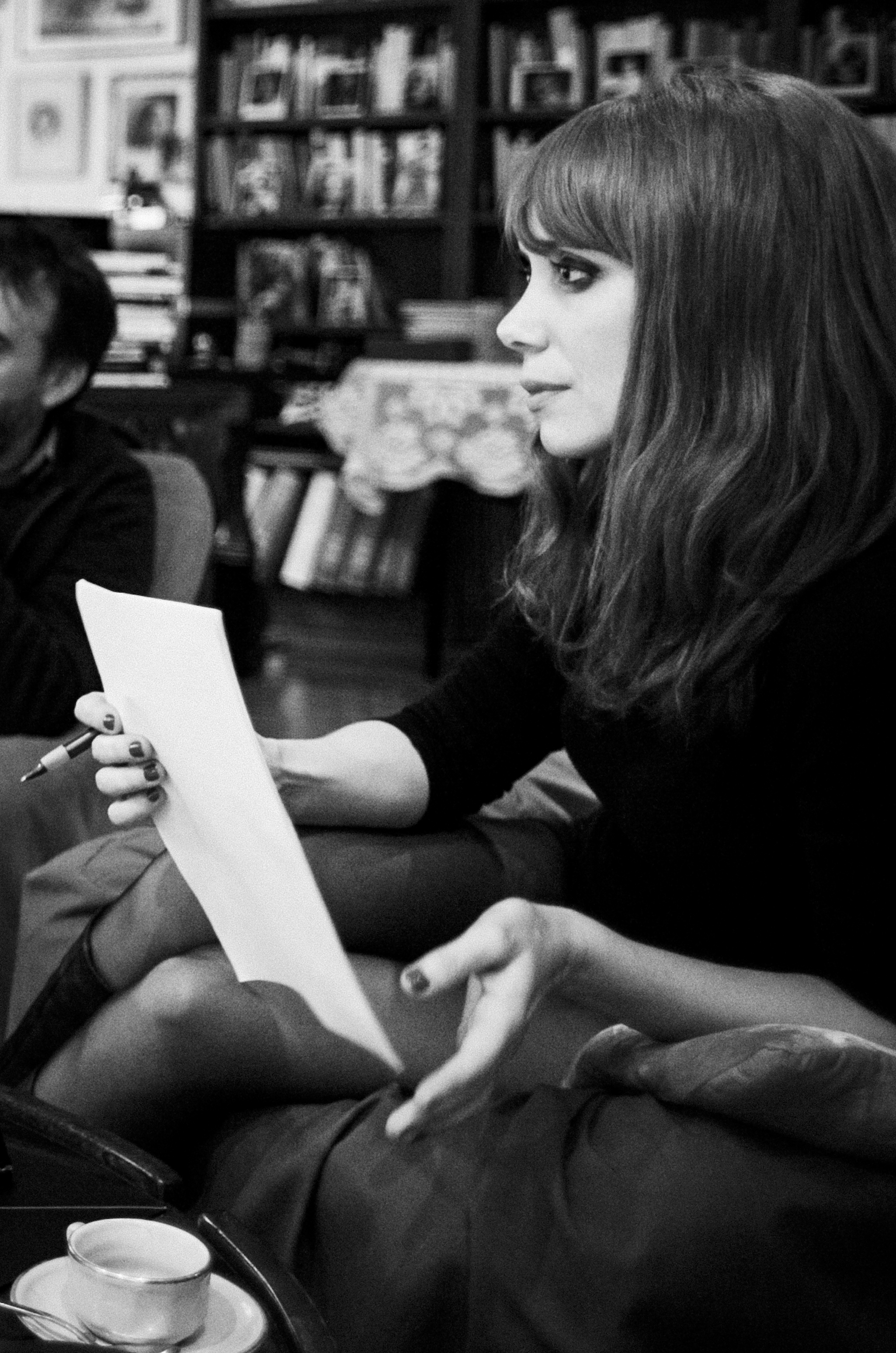
Paula Bonet. Fotografie von Lupe de la Vallina

Paula Bonet (* 10. Dezember 1980 in Villarreal) ist eine spanische Künstlerin und Schriftstellerin, die sich vor allem auf die Malerei und Schriftstellerei spezialisiert hat. Heute lebt sie in Barcelona.

## Biografie
Sie machte ein Studium der bildenden Künste an der Technischen Universität von Valencia (1998–2003). Im Jahr 2002 erhielt sie das Promoe-Stipendium und schloss ihr Studium an der Katholischen Universität von Santiago de Chile ab. Im Jahr 2006 zog sie mit einem Stipendium für künstlerisches Schaffen nach New York und studierte dort an der New York University. Der Studiengang konzentrierte sich vor allem auf Ölmalerei und Druckgrafik (Stichtiefdruck, Holzschnitt, Lithografie). Zu Beginn ihrer künstlerischen Laufbahn konzentrierte sie sich auf Ölmalerei und Gravur, doch beschloss ab 2009, ihre Karriere der Illustration zu widmen, wobei sie ihre Techniken der Ölmalerei und Gravur perfektionierte. Im Oktober 2018 erhielt sie die Medalla al Mérito cultural, eine hohe Auszeichnung der Generalitat Valenciana.
Neben der Zusammenarbeit mit Zeitungen und Zeitschriften wie Diari Ara, El País, Eldiario.es, Kireei, Calle 20, Ling, ESCAC, RACC und Caràcters hat sie auch am Bühnenbild für das Musical T'estimo, ets perfecte, ja et canviaré der Regisseurin Elisenda Roca mitgewirkt. Sie war außerdem mit dem Programm "Quema la memoria" auf Tournee, in der die Stimme des Sängers der spanischen Band The New Raemon mit der Malerei verschmilzt. Der Rhythmus wird nicht durch das Schlagzeug vorgegeben, sondern durch die Choreographie der Gesten der Künstlerin, die vor einem leeren Blatt steht, während der Musiker dem Publikum zugewandt spielt. Auf diese Weise lassen die beiden Künstler das Publikum zu einer Art Beobachter des künstlerischen Schaffens werden. Als ob man durch ein Schlüsselloch der Türen ihrer jeweiligen Werkstätten schauen könnte, wird man zum unmittelbaren Teil dessen, was es bedeutet, Zeuge eines künstlerischen Schaffensaktes zu sein, sei es ein Lied oder ein Gemälde.
Seit Oktober 2021 schreibt sie eine Halbmonatskolumne für El País.
In den 2000er Jahren unterrichtete Bonet Literatur an einer Sekundarschule und eröffnete ein Atelier im Barrio del Carmen in Valencia, wo sie Zeichenkurse gab und im Atelier von MacDiego arbeitete. Zunächst arbeitete sie mit Öl- und Gravurtechniken; seit 2009 widmet sie sich der Illustration. Ihr Einstieg in die Welt der Illustration war der dem Gefühl geschuldet, auf eine schnellere und direktere Art kommunizieren zu müssen, als es ihr die Malerei erlaubte.
Im Jahr 2021 gab sie die Illustration endgültig auf und konzentrierte sich auf das Schreiben, die Malerei und die Leitung des Taller La madriguera (Barcelona), einem kreativen Raum nur für Frauen, der sich der Grafik und dem Wort widmet.
Im Juni 2022 gab sie bekannt, dass sie sich aus dem öffentlichen Leben zurückzieht, nachdem der Mann, der sie jahrelang verfolgt, bedrängt und ihr mit Mord und Vergewaltigung gedroht hatte, aus dem Gefängnis entlassen wurde.

## Künstlerische und literarische Entwicklung

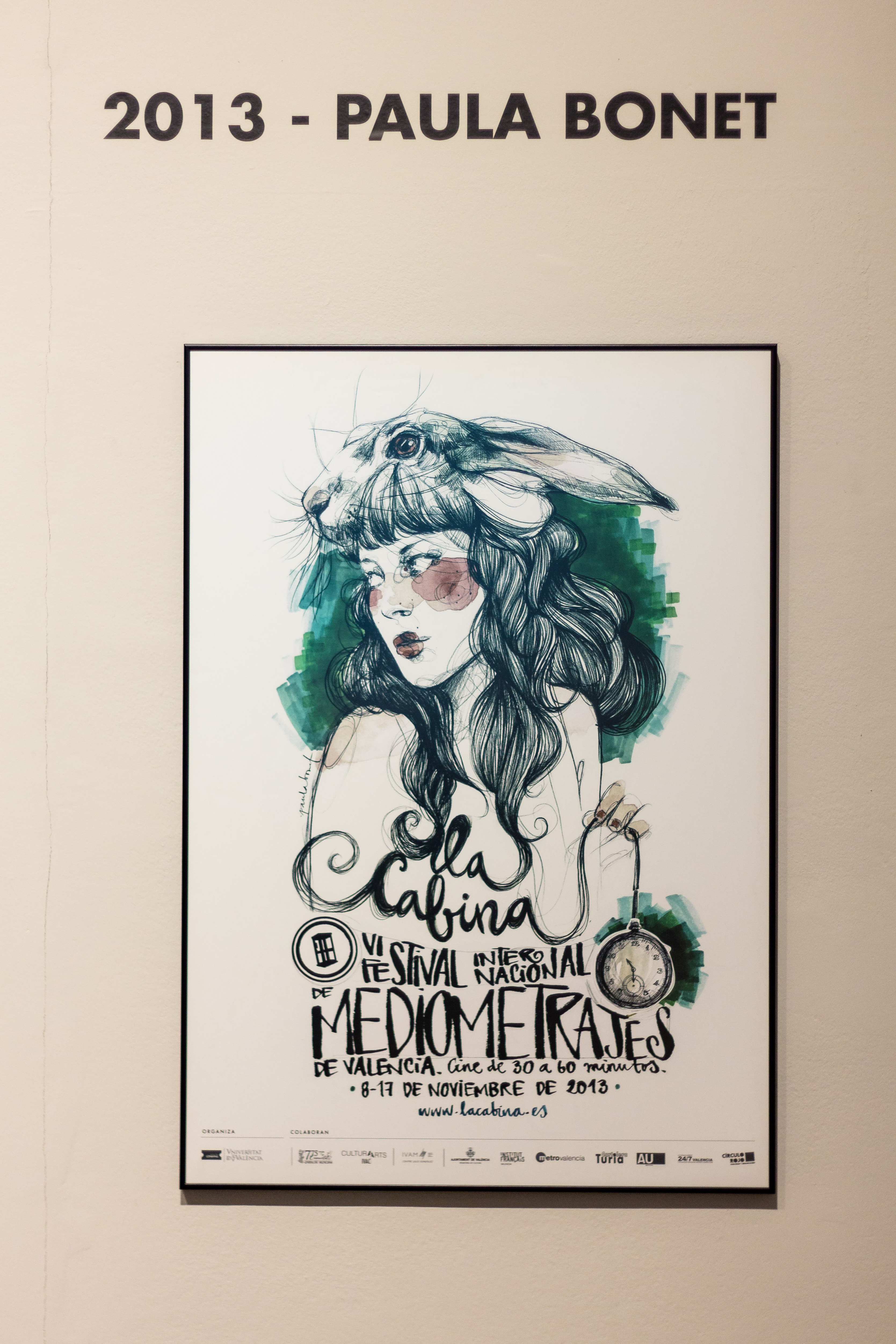
Bonets Plakat zum Kurzfilmfestival in Valencia 2013

Bonet wurde schlagartig bekannt für ihr Design eines Plakats für das Kurzfilmfestival in Valencia 2013. Es wurden 3.000 Exemplare veröffentlicht, die aber nach kurzer Zeit von den Straßen verschwanden, weil sie Besucher und Fans aus Begeisterung nach Hause nahmen. Im selben Jahr veröffentlichte sie ihr erstes Werk als Autorin mit dem Titel Qué hacer cuando en la pantalla aparece The End, das erste einer Reihe von Projekten, die Illustrationen mit schriftlichen Erzählungen kombinierten und das zu einem Bestseller wurde. Das Buch handelt von jenen Dingen oder Situationen, die augenblicklich enden, wenn man es am wenigsten erwartet, und die so gegenwärtige und zukünftige Pläne zerstören. Die Trauer und der Schmerz dieser Situation werden mit Zartheit und Realismus gleichermaßen dargestellt. In dieser Phase verwendet sie vor allem Bleistiftzeichnungen, ergänzt durch den Einsatz von Acryl- und Aquarellfarben, und zeichnet sich durch eine ausgefeilte Linienführung aus. Mit der Veröffentlichung von 813, einem Buch, das dem Leben und Werk des Filmemachers François Truffaut gewidmet ist, entfernt sie sich zunehmend von einigen Merkmalen ihres früheren Werks. Das Buch war Gegenstand einer Wanderausstellung, die in Las Naves de Valencia, einem Kulturzentrum für gesellschaftliche Innovation, eroffnet und von MacDiego kuratiert wurde. Zu dieser Zeit suchte sie Zuflucht in Chile, wo sie sich zu einer langsameren und gemächlicheren Linie entwickelte, während ihre Erzählungen von einem größeren feministischen Bewusstsein durchdrungen wurde. 2015 illustrierte sie die globale Kampagne der Spanischen Agentur für internationale Entwicklungszusammenarbeit zum Internationalen Tag zur Beseitigung von Gewalt gegen Frauen.
Im Jahr 2016 veröffentlichte sie La sed, ein Werk, das durch die Verwendung von Flüssiggraphit einen grafischen Wandel in ihrem Schaffen markierte. Dieser grafische Wandel bedeutete eine Rückkehr zu ihren Ursprüngen als Malerin, mit einer dunkleren Palette und einer gleichzeitigen Rückkehr zur Ölmalerei sowie der Verwendung von Radierungen. Die Verwendung von Aquarellgraphit ermöglicht es ihr, ein Ergebnis zu erzielen, das dem der Algraphie ähnelt. Mit ihrem „ehrlichsten, unabhängigsten und feministischstem“ Werk bestärkte Bonet öffentlich ihren Feminismus, einen Kampf, den sie im Laufe ihrer Karriere immer wieder führen sollte. Später illustrierte sie eine Adaption von Tirant lo Blanc mit Texten von Josep Vicent Miralles für Llibres de la Drassana. Für diese Adaption, in der sie eine sinnliche Lesart Martorells Werks wiedergibt, verlässt sie den intimen und düsteren Stil von La sed, obgleich der Einfluss dieses Werks in den dunkleren Illustrationen weiterhin zu erkennen ist. Dabei kehrt sie auch zum preziösien Stil ihrer frühen Werke zurück.
Im April 2017 veröffentlichte sie Quema la memoria, ein illustriertes Liederbuch, in dem ihre künstlerische Welt mit der des Singer-Songwriters von The New Raemon zum Jahrestag seiner zehnjährigen Karriere verschmilzt. Im Juni desselben Jahres erschien mit Escribe con Rosa Montero, ein von Alfaguara herausgegebenes Büchlein, in dem die Schriftstellerin Ratschläge für das Schreiben von Romanen gibt.
Im April 2018 illustrierte sie das Plakat für die Madrider Buchmesse und präsentierte zusammen mit Aitor Saraiba Por el olvido, eine Hommage an den chilenischen Schriftsteller und Dichter Roberto Bolaño. Im September desselben Jahres stellte sie Roedores vor, in dem sie ihre Erfahrungen zwei aufeinanderfolgenden Schwangerschaftsabbrüchen schildert. Außerdem beteiligte sie sich am Feministischen Kampftag 2018 mit einem Plakat für das Kollektiv Mujeres del Libro.
Im März 2021 veröffentlichte sie ihren ersten Roman La anguila, ein Werk, das von einer gleichnamigen Ausstellung im Kulturzentrum La Nau der Universität Valencia begleitet wurde. Die Protagonistin von La anguila ist nach ihrer Schöpferin, Paula Bonet, benannt, aber ist keine realistische Darstellung der Autorin selbst. Es handelt sich um einen Roman mit einer wichtigen autobiografischen Komponente, aber auch um eine sehr interessante erzählerische Erkundung, die über die Schriftstellerin hinausgeht und eine Geschichte über das Erbe der Frauen, ihre Körper und ihr Schaffen erzählt. La anguila stellt auch die patriarchale Gesellschaft an den Pranger und stellt einen Bruch mit dem malerischen Akademismus dar, was im beiliegenden Exposé deutlich wird: „La anguila. Dies ist ein Gemälde, keine Meinung.“
Im November 2021 erhielt sie den von der Zeitung Las Provincias de Valencia verliehenen Preis Valencians pel sXXI. In den Nachrichten hieß es, die Autorin sei mit der Ausstellung "La anguila. Esto es un cuadro, no una opinión" (Dies ist ein Gemälde, keine Meinung), die in La Nau zu sehen war, sowie mit dem Roman La anguila zur Offenbarung der jüngsten Kunst und Literatur geworden, ein kultureller Aktivismus, der sowohl auf der Leinwand als auch in Worten Gestalt annimmt.
Bonet ist Künstlerin, Schriftstellerin, Malerin und Lehrerin, die und gibt von ihrem Hauptsitz in Barcelona aus Workshops gibt. Zu ihren größten Erfolgen gehören Roedores, La sed und 813 | Truffaut.
Bonet erkennt einen großen Wert in den sozialen Netzwerken für die neue Generation von Illustratoren und hat ihre Arbeiten in verschiedenen Städten und Kontinenten ausgestellt.

## Feminismus
Paula Bonets Werk und ihr Diskurs standen immer ein für einen starken und freien Feminismus. Im Juni 2018 wurde sie wiederholt beleidigt, nachdem sie die Freilassung von einer Gruppe Vergewaltiger namens La Manada öffentlich in den sozialen Medien angeprangert hatte. Der Fall um die Gruppenvergewaltigung einer 18-jährigen in Pamplona während der Feierlichkeiten zu San Fermín 2016 erregte landesweit großes Aufsehen. Die Bezeichnung La Manada (zu dt. Die Herde) kommt von einer gleichnamigen Whatsapp-Gruppe, in der sich unter anderem ein Täter der spanischen Guardia Civil und ein weiterer Täter des Militärs zu der Vergewaltigung verabredet hatten. Nach anhaltender Kritik aus Gesellschaft, Kunst und Politik wurden die Täter in zweiter Instanz vom spanischen Bundesgerichtshof der Vergewaltigung schuldig gesprochen, nachdem das oberste Gericht von Navarra die Täter lediglich des sexuellen Missbrauchs, ein in Spanien juristischer Unterschied, schuldig gesprochen hatte.
Bonets Illustrationen, die zum Protest aufriefen, waren die am meisten geteilten.

## Stilistische Charakteristiken

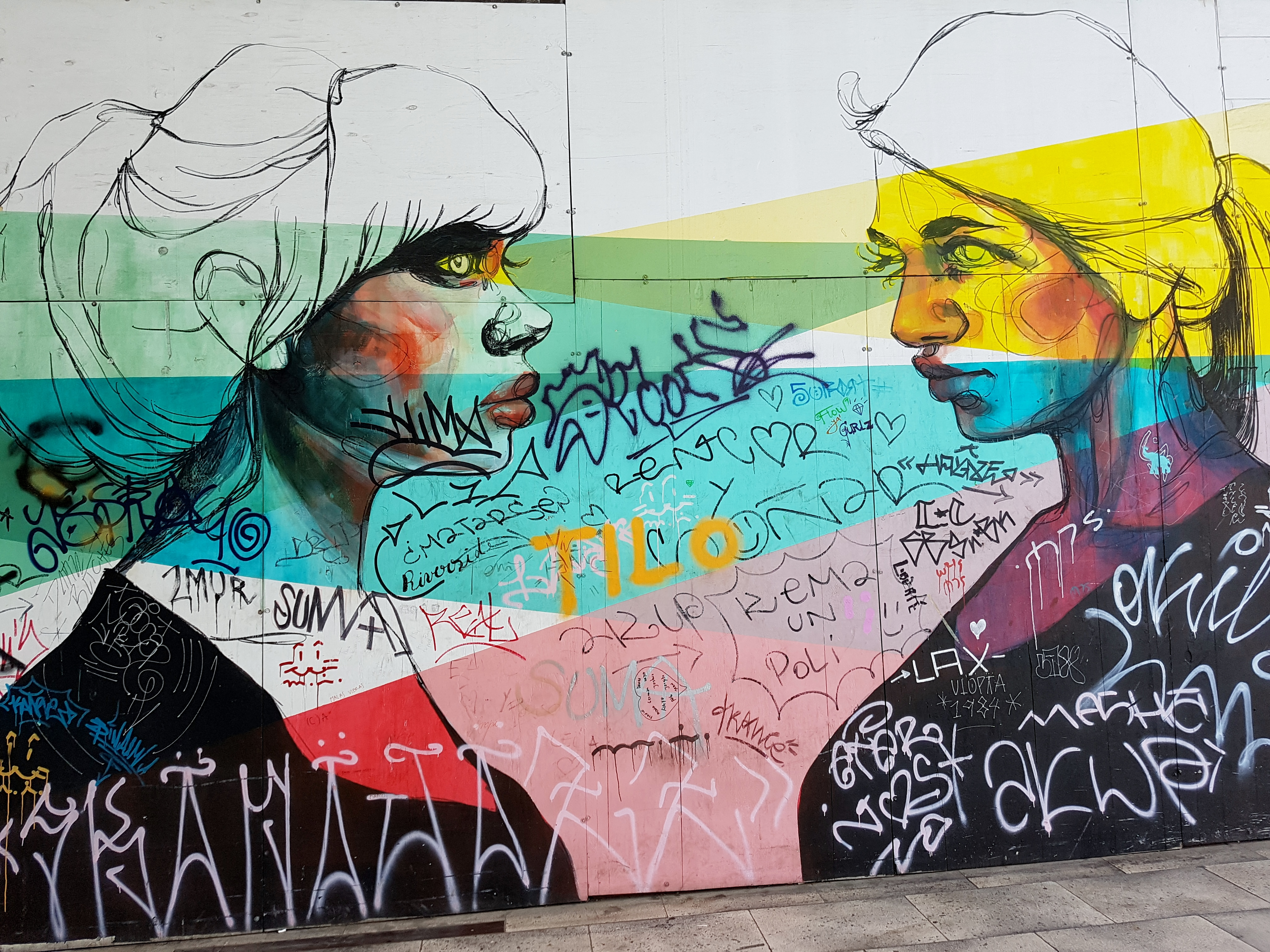
Hommage an die chilenische Lyrikerin Gabriela Mistral, inspiriert von dem Gedicht El amor que calla, 2015 von Paula Bonet in Santiago de Chile verwirklicht.

Paula Bonet begann ihre Ausbildung als Malerin, wobei sie in ihren ersten Werken Öl- und Gravurtechniken verwendete. Als Illustratorin zeichnete sich ihr Stil durch eine charakteristische Technik mit einer sehr präsenten Linie aus. Sie spielt mit leuchtenden Farben auf einem meist weißen Hintergrund und experimentiert mit Materialien, unter anderem mit Kupfer oder Holz. Aufgrund der langen Trocknungszeit beschloss sie, sich der Ölmalerei abzuwenden und sich der Feder- und Tuschezeichnung zu widmen, die sie mit Aquarell- oder Acrylfarben kombinierte, um so schnellere Ergebnisse zu erzielen. Ihr Werk gilt als intim und persönlich, ihre Illustrationen verbinden Bilder mit Textfragmenten und schaffen so Werke mit poetischer Aufladung.
In der ersten Hälfte der 2010er Jahre überwiegen Porträts, meist weibliche Gesichter mit rot gefärbten Wangen, eine Farbe, die sich durch ihr gesamtes Werk zieht. Bonet nutzt die weibliche Figur auch, um die menschliche Innenwelt zu erkunden, auch indem sie Gesichter mit Landschaften oder Tieren kombiniert. Diese Porträts, die sich als idealisierte Gesichter oder Nymphen definieren lassen, weisen eine starke Ähnlichkeit mit der Autorin selbst auf. Ab 2015 begann sie, einige der in ihren früheren Arbeiten verwendeten Stilmittel aufzugeben. Ab 2016 entdeckte sie Flüssiggraphit für ihre Arbeit und erlebte gleichzeitig eine Rückkehr zu ihren Ursprüngen als Malerin. In dieser Phase fällt die Rückkehr zur Gravur sowie eine dunklere Linie als die ihrer ersten Illustrationen auf. Narrativisch beginnt sie, feministische Perspektiven in ihr Werk zu integrieren.
Ihr Frühwerk ist stark von Vermeer und Richter sowie von Filmemachern und Literaten wie Miranda July, Wes Anderson, Siri Hustvedt, Haruki Murakami und François Truffaut beeinflusst. Gegenwärtig konzentrieren sich ihre Einflüsse auf Persönlichkeiten wie die in Chile im Exil lebende spanische Künstlerin Roser Bru, der sie einen Nachruf in der Publikation Jot Down widmete, oder die Schriftstellerinnen Nell Leyshon und Tatiana Țîbuleac.

## Werk

### Roman
- La anguila. 2021, Editorial Anagrama.

### Schriftwerke und Illustrationen
- Qué hacer cuando en la pantalla aparece The End, Erstveröffentlichung 2014, Lunwerg Editorial.
- 813 | Truffaut. Paula Bonet. Lunwerg/La Galera.
- La sed. 2016, Lunwerg.
- Tirant lo Blanc. 2016, Llibres de la Drassana.
- Quema la memoria. 2017, Lunwerg.
- Escribe con Rosa Montero. 2017, Alfaguara.
- Por el Olvido. 2018, Lunwerg.
- Roedores, Cuerpo de embarazada sin embrión. 2018, Random House.

### Eigenständige Illustrationen
- Llegeix-me (Léeme). 2013, (Andana Editorial) Geschrieben von Amaia Crespo.
- Si uneixes tots els punts (Si unes todos los puntos, Editorial Galerada) Gedichtsammlung von Estel Solé.
- La petita Amèlia es fa gran (La pequeña Amelia se hace mayor), Kinderbuch in Zusammenarbeit mit der Journalistin Elisenda Roca. 2014, Editorial Casals.

### Über Paula Bonet
- El caminante y el ágora. 2020, Editorial Milenio. Essays von Abel Azcona.